# Greatest Hits TV
Greatest Hits TV ist ein britischer Musikfernsehsender, der von Mushroom TV zu  UltimateHits Limited wechselte. Die Ausstrahlung begann am 29. Mai 2010 auf dem Programmplatz 378 von Sky Digital unter dem Sendernamen Lava.
Lava war ein Musiksender, der sich auf Indie- und Alternative Rock spezialisiert hatte. Lava sollte eine Plattform für junge Rock- und Punkbands aus dem Vereinigten Königreich sein, die bisher noch ohne Plattenvertrag waren. Lava war ein Schwesterkanal von Channel AKA, der ebenfalls von Mushroom TV erstellt wurde, und ersetzte Rockworld TV, der vorher auf diesem Sendeplatz zu finden war. Sowohl Lava als auch Channel AKA waren interaktive Sender, die dem Zuschauer erlaubten, die Playlist über ein Voting-System zu bestimmen.
Am 26. April 2011 wurde der Sender in Greatest Hits TV umbenannt. Lava bleibt ein Segment von Greatest Hits TV und bildet als Lava Showcase nun den nächtlichen Programmblock von 3 Uhr bis 8 Uhr. 
Am 22. Juni 2012 meldete Mushroom TV Konkurs an. Im Mai 2012 wurde der Sender an UltimateHits Limited verkauft.